# Yuya Oki
Yuya Oki (沖 悠哉, Oki Yuya), né le 22 août 1999 à Kashima au Japon, est un footballeur japonais. Il évolue au poste de gardien de but au Shimizu S-Pulse.

## Biographie

### Kashima Antlers
Né à Kashima au Japon, Yuya Oki est formé par le club de sa ville natale, le Kashima Antlers. Il est intégré à l'équipe première en 2018. Mais il est barré par la concurrence de Kwoun Sun-tae, titulaire au poste de gardien de but. Il faut attendre le 8 août 2020 pour le voir jouer son premier match en professionnel, lors d'une rencontre de J1 League face au Sagan Tosu. Il est titularisé, garde sa cage inviolée, et son équipe s'impose ce jour-là (2-0). C'est au cours de cette saison 2020 qu'il s'impose comme un titulaire, au détriment de Kwoun. Cette saison-là, Kashima Antlers termine cinquième du championnat.
Il est reconduit comme titulaire pour la saison 2021. Le 1er mai 2021, Yuya Oki se fait remarquer lors de la victoire de son équipe face au Yokohama FC (0-3) par la qualité de son jeu au pied, qui lui vaut des comparaisons avec Marc-André ter Stegen ou encore Ederson.

### Shimizu S-Pulse
En janvier 2024, Yuya Oki rejoint le Shimizu S-Pulse. Le transfert est annoncé dès le 27 décembre 2023.

### En sélection
En mars 2021 il est retenu avec la sélection olympique du Japon. Il ne joue toutefois aucun match lors de ce rassemblement.